# Sekheperenrê
Sekheperenrê est un pharaon égyptien de la XIVe dynastie au cours de la Deuxième Période intermédiaire. Selon les égyptologues Kim Ryholt et Darrell D. Baker, Sekheperenrê est le vingt-deuxième roi de la dynastie ; Jürgen von Beckerath le considère comme le dix-septième souverain,. En tant que roi de la XIVe dynastie, Sekheperenrê aurait régné depuis Avaris sur le delta oriental du Nil et peut-être également sur le delta occidental. 

## Attestation
Avec Néhésy, Nebsenrê et Merdjéfarê, Sekheperenrê est l'un des quatre seuls pharaons incontestés de la XIVe dynastie à avoir laissé une trace au-delà du canon de Turin, une liste de rois établie au début de la période ramesside. En effet, Sekheperenrê est attesté par un seul sceau scarabée portant son nom. Le sceau, offert par Arthur Surridge Hunt et de provenance inconnue, se trouve actuellement au Ashmolean Museum.

## Position chronologique
La position relative de Sekheperenrê dans la XIVe dynastie est quelque peu assurée par le canon de Turin, qui le mentionne dans la colonne 9, ligne 16 (entrée Gardiner 8.16). Selon la dernière lecture de la liste des rois par Ryholt, Sekheperenrê a régné deux mois et un à cinq jours. Dans la précédente étude faisant autorité du canon de Turin, Alan Gardiner avait lu deux ans, mais Ryholt a établi que le nombre d'années attribuées à Sekheperenrê par le canon était faux. Sekheperenrê est précédé d'un roi dont le nom est partiellement perdu « [...]rê » et suivi par Djedkherourê. 
Le sceau a un motif en spirale, courant entre les XIIe et XIVe dynasties et la typologie des sceaux peut être utilisée pour fournir des preuves à l'appui de la position et de la datation de Sekheperenrê.
La position chronologique absolue de Sekheperenrê est débattue. Selon les égyptologues Kim Ryholt et Darrell Baker, Sekheperenrê est le vingt-deuxième roi de la XIVe dynastie. La reconstruction par Ryholt du début de la XIVe dynastie est cependant controversée et d'autres spécialistes, tels que Manfred Bietak et Jürgen von Beckerath, pensent que la dynastie a commencé peu de temps avant Néhésy v. 1710 av. J.-C. plutôt que v. 1805 av. J.-C. comme proposé par Ryholt. Dans ce cas, Sekheperenrê ne serait que le dix-septième roi de la dynastie,.